# Pierre Landsberg
Pierre Landsberg, född 1706 i Nantes, död 1763 i Stockholm, var en konduktör vid fortifikationen och kopparstickare.
Han var son till kaptenen Paul Ludvig Landsberg och Madelaine Lombart. Landsberg kom från Amsterdam till Stockholm 1725. Han var volontär vid fortifikationen 1737 och befordrades till konduktör, han beviljades avsked som löjtnant 1745. Hans konst består av porträtt utförda i kopparstick. Landsberg är representerad vid Kungliga biblioteket med några kopparstick.   